# Clubiona cylindrata
Clubiona cylindrata este o specie de păianjeni din genul Clubiona, familia Clubionidae, descrisă de Liu et al. în anul 2007. Conform Catalogue of Life specia Clubiona cylindrata nu are subspecii cunoscute.